# Тополеве
То́полеве —  село в Україні, в Лубенському районі Полтавської області. Населення становить 483 осіб. Входить до складу Гребінківської міської громади.

## Географія
Село Тополеве знаходиться на відстані 1 км від міста Гребінка. Поруч проходять дві залізничні гілки, станції База і Платформа 136 км.

## Історія
- 1906 - дата заснування [1]. Першою оселилася родина Деркачів, пізніше поселилася родина Бедзюків.
- 1924 - утворення радгоспу «Гребінківський», зо сприяло розбудові хутора. Хутір підпорядковувавя радгоспу.
- Рішенням Полтавського облвиконкому від 9 жовтня 1979 р. включено у Гребінківському районі в облікові дані селище Тополеве, утворено Тополівську селищну раду[2]. Селище тоді ж було газифіковане.
- 2006 - селище отримало статус  село .

## Інфраструктура
У 1970-1980-х роках у Тополевому було збудовано адміністративний будинок, готель, кафе-їдальню, декілька багатоквартирних будинків.
Було споруджено будинок культури, 3 крамниці, початкову школу,  дитячий садок, ФАП, відкрито бібліотеку.

## Економіка
- Молочно-товарна ферма.
- ВАТ «Гребінківський бурякорадгосп».

## Об'єкти соціальної сфери
- Школа І ст.
- Школа І-ІІІ ст.
- Будинок культури.
- Фельдшерсько-акушерський пункт.